# Couvent des Dominicains de Guebwiller
Le couvent des Dominicains est un monument historique situé à Guebwiller, dans la Collectivité européenne d'Alsace. Fondé en 1294, il est d’abord installé dans les bâtiments de la maison de douane avant la construction de l’église au début du XIVe siècle. Celle-ci est assez largement restée dans l’état de cette époque, tandis que les bâtiments conventuels ont été altérés par des travaux au XVe et XVIIIe siècles ainsi que par les changements d’affectation ayant suivi la Révolution française. L’église est classée monument historique en 1920 et le reste des bâtiments en 1976. Entretemps, l’église a été convertie en 1962 en salle de concert, fonction qu’elle conserve lorsque le couvent est acheté par le département du Haut-Rhin en 1990. Depuis 2013, le site est un centre culturel de rencontre consacré à la musique et aux arts numériques.

## Historique
En 1294, les Dominicains achètent la maison de douane de Guebwiller et ses dépendances pour y installer une communauté. Bien que la ville soit située dans la zone d’influence de l’abbaye de Murbach, l’abbé Bertold de Falkenstein semble avoir préféré soutenir cette installation que s’y opposer et accueille lui-même les frères à leur arrivée le dimanche des Rameaux 1294.
D’après la chronique des Franciscains de Thann, la construction de la nef débute en 1306, et a précédée celle du chœur, achevé en 1322. La réunion du chapitre de la province à Guebwiller en 1339 indique par ailleurs que la construction des bâtiments conventuels devait être bien avancée, sinon achevée, à cette date. Ceux-ci sont fortement modifiés après la réforme du couvent en 1461, mais l’église est peu touchée par ces travaux. Le couvent est pillé et incendié à plusieurs reprises au cours des guerres qui ravagent l’Alsace au XVIe et XVIIe siècles, mais la communauté reste active jusqu’à sa dissolution à la Révolution. Le couvent sert par la suite d’hôpital à l’armée russe en 1814, puis l’église est transformée en 1826 en dépôt pour un teinturier.
L’industriel Jean-Jacques Bourcart achète les bâtiments en 1836 et les offre à la ville de Guebwiller. celle-ci transforme la nef de l’église en halle de marché et le chœur, divisé en deux étages, à l’accueil d’événements culturels. L'église est classée au titre des monuments historiques en 1920 et des travaux de restauration de la toiture sont effectués en 1926-1927, suivis d’une reprise des piliers de la nef entre 1929 et 1931,. Une première campagne de restauration des peinture a lieu en 1941, mais reste limitée au jubé. Ce n’est qu’en 1962 que la restauration des peintures reprend et elle dure jusqu’en 1972. En 1948, une partie du cloître et le chœur de l’église sont réaffectés au musée historique, tandis que la nef est transformée en salle de concert en 1962. Le reste des bâtiments conventuels est classé au titre des monuments historiques en 1976.
En 1990, le conseil départemental du Haut-Rhin acquiert le couvent des Dominicains pour un euro symbolique et en fait un centre culturel musical. Lors de ce rachat, des fouilles sont réalisées dans le chœur et le cloître et les bâtiments, et de nombreuses peintures murales sont restaurées. En 2013, le couvent des Dominicains devient un centre culturel de rencontre (CCR) centré sur la musique, les arts numériques et les arts botaniques.[réf. nécessaire]

## Église

### Disposition générale
L’église est un édifice orienté comprenant un chœur voûté à quatre travée et chevet à trois pans et une nef plafonnée de cinq travées comprenant un vaisseau central et des bas-côtés. L’ensemble des façades extérieures est crépi, tandis que l’intérieur est sobre, en accord avec l’insistance des Dominicains sur la pauvreté. À la jonction du chœur et de la nef se trouve du côté sud un clocher octogone sur base carrée.

### Nef

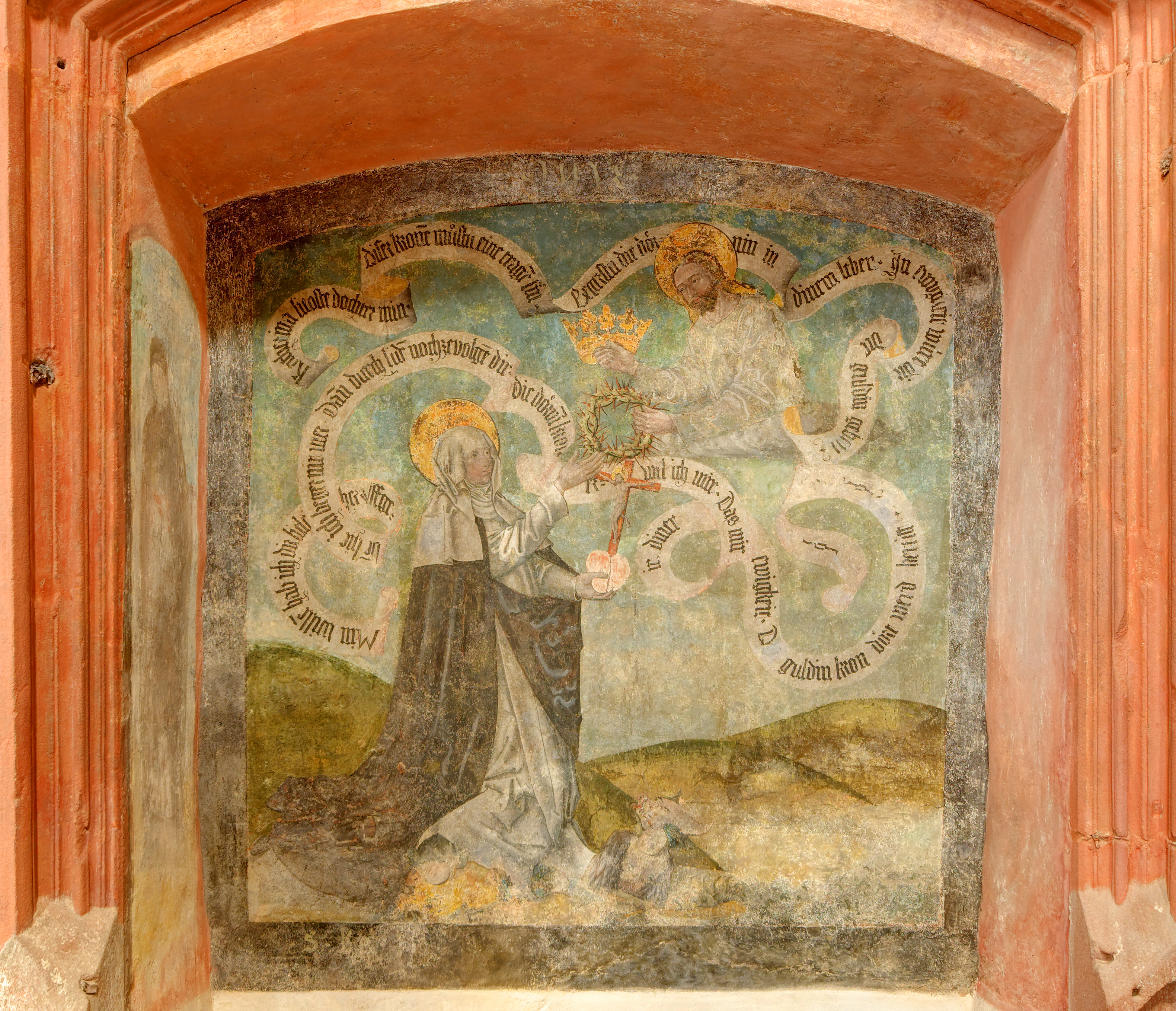
La vision de Catherine de Sienne dans le bas-côté nord.

La construction de la nef a débuté en 1306. Elle comporte un vaisseau central et des bas-côté sur cinq travées plafonnées, la plus à l’est étant en partie occupée par le jubé. Les grandes arcades sont en arc brisé et retombent sur des piles rondes à bases carrées sans chapiteaux. Dans la travée la plus à l’ouest une petite arcade prolonge les grandes arcades de chaque côté du vaisseau central. La nef ouvre sur l’extérieur au sud par un grand portail, qui n’est plus celui d’origine mais est issu d’une transformation de la fin du XVe siècle. Il subsiste du portail originel les deux anges thuriféraires, qui encadraient probablement une Vierge à l’Enfant située sur le trumeau, peut-être celle qui se trouve au musée du Florival et date également du début du XIVe siècle.
Alors que la décoration semble avoir été assez dépouillée à l’origine, le relâchement de la discipline l’ont amenée à recevoir un important décor peint à partir de la deuxième moitié du XVe siècle. Un moine est en effet représenté avec les armoiries de la famille Stoer, probable référence à Pierre Stoer, prieur entre 1461 et 1466. Par ailleurs, un saint Wolfgang peint sur le mur nord peint porte la date de 1498, tandis que la représentation du martyre de saint Érasme dans la niche proche du portail sud comporte la date 1493. En outre, le style de la vision de Catherine de Sienne représentée dans une niche du bas-côté nord indique une réalisation vers 1470-1480.

### Chœur
Le chœur date de 1322 d’après le millésime gravé sur l’un des contreforts. Il est similaire à celui de l’église des Dominicains de Colmar : quatre travées et chevet à trois pans voûtés d’ogives retombant sur des culots dans les travées droites et sur des piliers montant de fond dans le chevet. Les retombées sont contrebutées à l’extérieur par des contreforts quadrangulaires à trois niveaux surmontés d’un fleuron. Les clefs de voûte sont décorées des armoiries de Burcart d’Illzach, prieur du couvent en 1322, d’un Christ trônant et des allégories du pélican ainsi que du lion ressuscitant ses petits. Chaque travée ouvre largement sur l’extérieur par de grandes baies en arc brisé à trois lancettes et réseaux de polylobes.

### Mobilier

#### Jubé

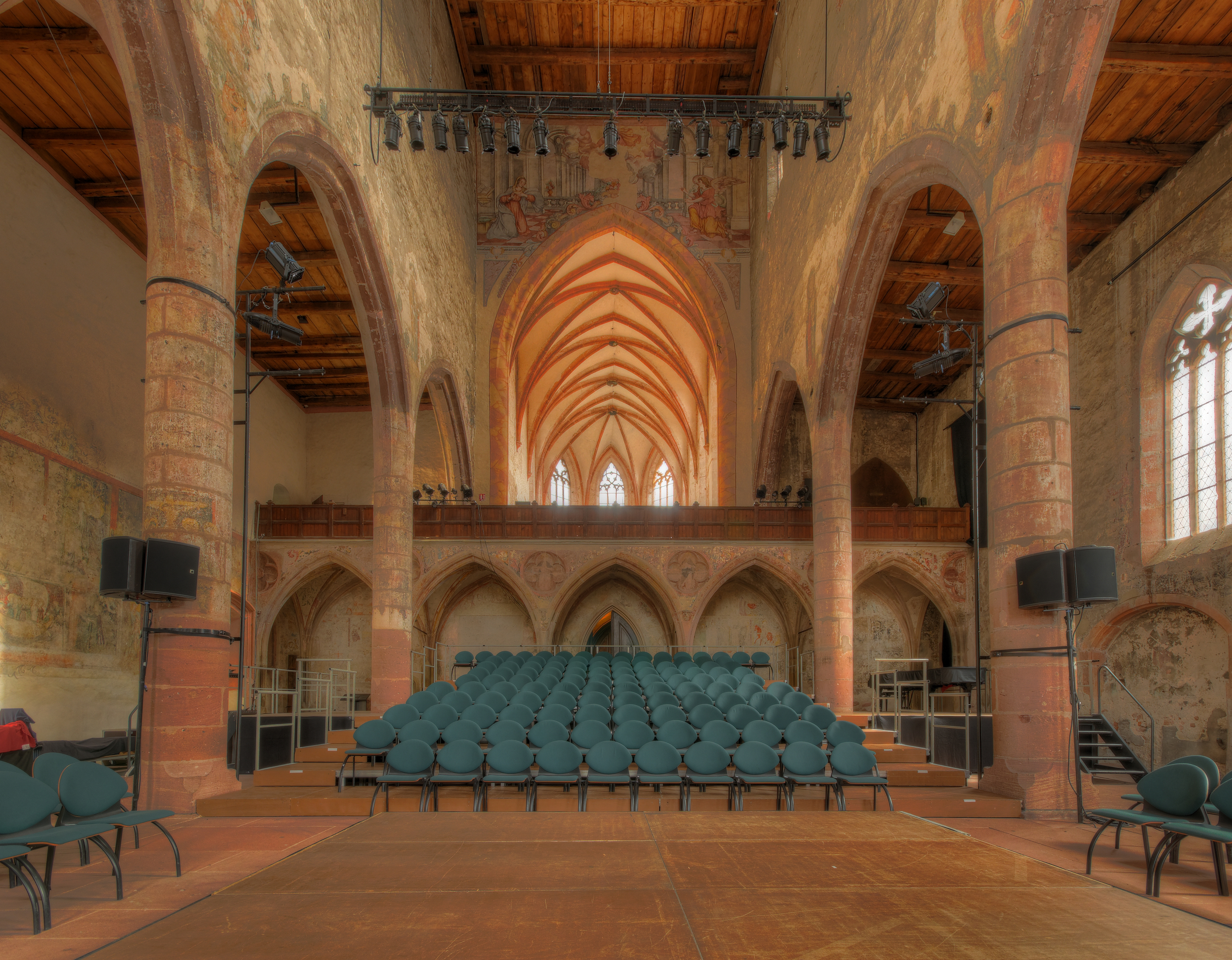
Vue de la nef en direction du chœur, avec le jubé séparant les deux espaces.

Le jubé occupe la travée la plus orientale de la nef et donne accès au chœur par une porte percée dans sa travée centrale, tandis qu’une autre porte ouvre sur le cloître au nord. C’est une construction de cinq travées voûtées d’ogives, ouverte sur la nef par une arcature dont les écoinçons comportent de grands quadrilobes. Ceux-ci sont ornés de têtes d’évêques et de moines, ainsi que du buste de saint Pierre et d’une figure féminine, peut-être une représentation de l’Église. Le jubé comprend des culots sculptés de scènes issues des textes de Thomas d’Aquin : le pélican nourrissant ses petits symbolisant le sacrifice du Christ, le phénix renaissant de ses cendres évoquant la résurrection, l’aigle aveugle s’élevant vers le soleil pour symboliser l’Ascension et les aiglons fixant le soleil la séparation entre les élus et les damnés. Les clefs de voûte sont décorées des quatre évangélistes et, dans la travée centrale, de l’agneau pascal.
Le jubé est orné d’un décor peint composé de plusieurs couches. La plus ancienne date de la fin du XIVe siècle et a été recouverte au XVe siècle par d’autres peintures qui rendent la lecture d’ensemble parfois difficile. En outre, une niche a également été creusée au XVe siècle dans la deuxième travée pour installer un retable, occasionnant la perte des peintures qui se trouvaient à son emplacement. Restent néanmoins lisibles plusieurs épisodes du Nouveau Testament, notamment une Dormition de la Vierge, un Noli me tangere et une Crucifixion, entourés de saints.

## Bâtiments conventuels

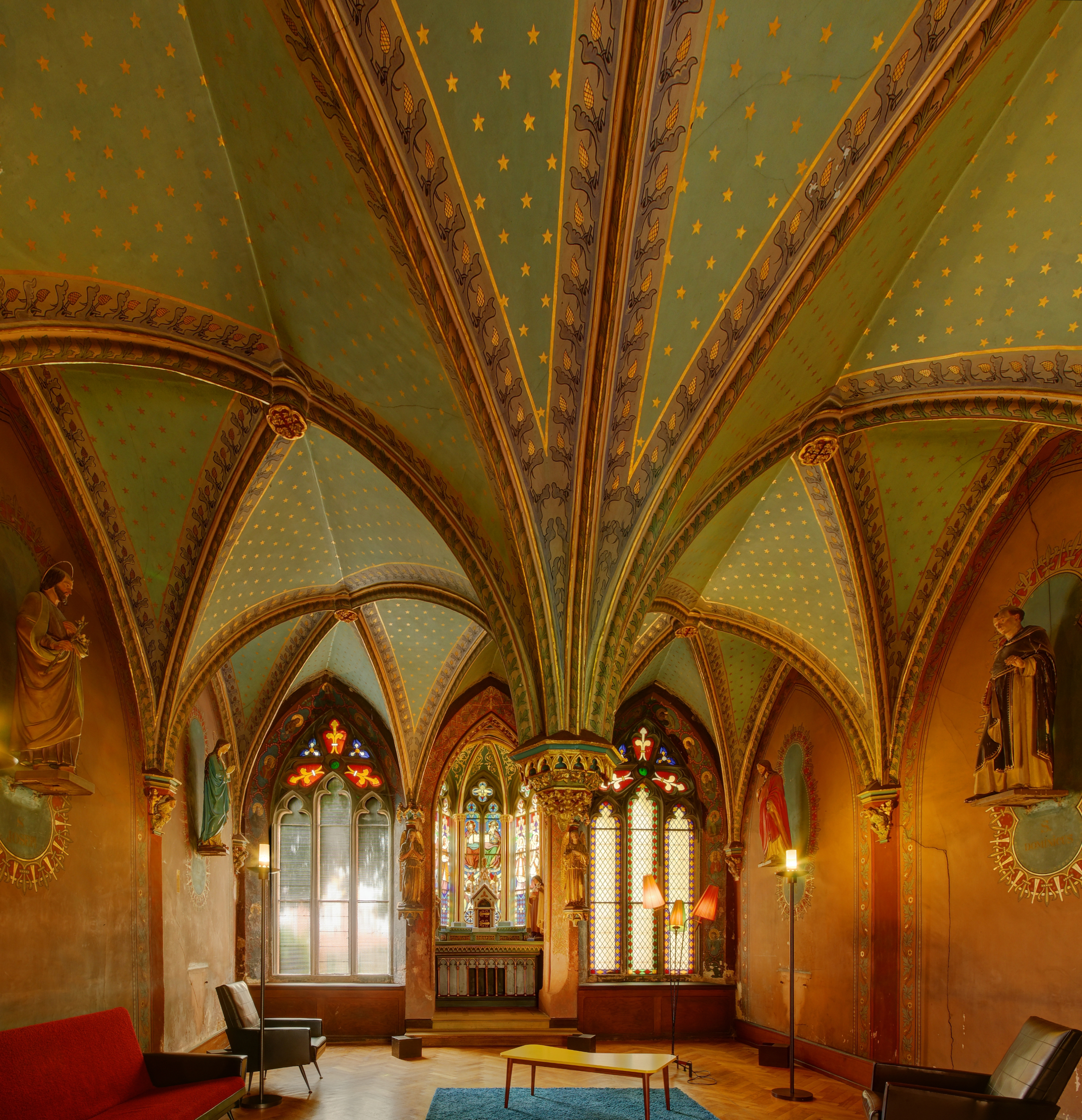
La salle capitulaire.

Les bâtiments conventuels survivants se déploient autour du cloître. Celui-ci est de plan carré, avec de chaque côté douze arcatures ouvrant sur l’espace central. Les arcades en arc brisé disposaient à l’origine d’un remplage gothique, qui a été supprimé à l’époque baroque. L’aile nord comprend la cuisine, le réfectoire des novices, le réfectoire d’hiver et, dans l’angle nord-est, le réfectoire d’été. Les cellules des moines se trouvent au premier étage.
Du côté sud, contre l’église, l’aile orientale est occupée au rez-de-chaussée par l’ancienne sacristie, devenue ultérieurement chapelle de l’hôpital. Celle-ci est une salle quadrangulaire voûtée d’ogive comptant deux vaisseaux de deux travées. Les voûtes retombent sur une pile centrale fasciculée et leurs clefs portent les armoiries des abbayes de Murbach et de Lure. Le côté nord de l’aile orientale est occupé par la salle capitulaire. Celle-ci a été transformée au XIXe siècle en chapelle et dotée alors d’une fausse voûte à clef centrale pendante.